# Lonicera myrtilloides
Lonicera myrtilloides är en kaprifolväxtart som beskrevs av Purpus. Lonicera myrtilloides ingår i släktet tryar, och familjen kaprifolväxter. Inga underarter finns listade i Catalogue of Life.